# Thomas Watanabe-Vermorel
Thomas Watanabe-Vermorel, geborener Vermorel (* 4. Oktober 1978), ist ein französischer Politiker des Parti Pirate (PP). Er ist seit März 2014 zusammen mit Jérôme Leignadier-Paradon in der Doppelspitze des Parteivorstands.

## Politische Laufbahn
Watanabe-Vermorel trat im April 2012 dem Parti Pirate bei.
Bei der Parlamentswahl im Juni 2012 war er einer der 101 Kandidaten der Partei. Sein Stellvertreter war Jean-Sylvain Boige. Watnabe-Vermorel erhielt in seinem Stimmbezirk Paris 6 537 Wählerstimmen (1,24 Prozent). Er war damit einer der 25 Piraten, die die erforderliche Hürde für die Wahlkampfkostenerstattung überschreiten konnte.
Im März 2014 wurde er in den Parteivorsitz gewählt. Bei der Europawahl 2014 trat er auf Platz 22 der Parti-Pirate-Sud-Est an. Die Partei erhielt nicht die erforderlichen Wählerstimmen, um einen ihrer Kandidaten ins Europaparlament entsenden zu können.

## Privates
Watanabe-Vermorel studierte Anthropologie mit Masterabschluss und arbeitet als Schullehrer. Er ist seit dem 2. März 2008 verheiratet mit Luciana Tie Watanabe und wurde 2014 Vater.